# 池上辽一
池上遼一（日语：／ Ikegami Ryoichi，1944年5月29日—），福井縣越前市（原武生市）出生的日本漫畫家。

## 經歷
池上遼一是家中的長子，從15歲開始在廣告招牌店打工，在打工期間自學畫漫畫 沒有漫畫老師帶 ，池上遼一年輕時影響他最深的，是堀江卓的漫畫《矢車劍之助 （页面存档备份，存于）》。
現實中的池上遼一，與他漫畫裡的俊美男主角不一樣，他年輕時體質虛弱多病，連他的爸爸也是長期臥病在床。在年少時很窮，所以池上遼一沒有錢讀高中，雖然也很想畫漫畫，只好去打工。後來他在廣告招牌店打工了7 年，那時因怕麻煩同事，所以要於打工時偷偷的畫漫畫,而過著窮困又辛苦的日子 
之後雖然他多次投漫畫稿失敗，但最後憑《罪之意識》，入選了雜誌《GARO》，結果讓《鬼太郎》漫畫家水木茂看中，招攬他到東京成為水木茂的助理，1966年那年他正好22歲。水木茂曾當過兵，經歷過戰爭，池上從他身上學會了樂觀的人生態度，然後水木茂辛苦畫漫畫的樣子，令池上受益一生。 
池上遼一曾說,他並沒有畫娛樂性作品的天賦，所以只能靠著原著作去畫,所以池上遼一有今天的成就，一定要提重要原作（編劇）人小池一夫，與小池一夫合作的《淚眼煞星》而攀上事業頂端。因此，漫畫家分為1創作的人和2繪畫的人，池上遼一屬於2。但即使如此，池上遼一的漫畫仍然影響無數的讀者與畫漫畫的人。

## 影響
池上遼一已成為後輩模仿的對象，香港的馬榮成自言在人物角色方面，受到池上遼一的影響；而池上對馬榮成原來也一樣印象深刻。馬榮成曾到日本拜訪池上兩次，多次向池上出示其新畫的稿子，詢問池上遼一的意見。池上也坦白告訴，認為馬榮成頭腦相當聰明，畫面做得很好，他非常喜歡，只是最近的人物就欠缺味道，成為一般的公式化人物。事實上，香港不只馬榮成的畫面有套公式的趨勢，港漫整體也有如此趨勢。
多年來，對於已習慣被後輩模仿畫風的池上遼一而言，自然是高興多於介意，他認為被別人模仿，自己也感到光榮，還希望模仿的人只以他的畫作踏腳石，然後繼續向自己的創作世界進發，這樣才有價值。
在池上遼一的作品《男組》中，使用陳式太極拳的主人公流全次郎在與宿敵——操縱八極拳的影子總理屢次對決，最終習得八極拳並打倒對方的劇情，獲得許多讀者的喜愛，為中國武術在日本漫畫、遊戲界開始盛行之濫觴。

## 主要作品
- 《蜘蛛人》1970-1971、全8卷（編劇：小野耕世（前期，但未具名）、平井和正（後期））根據漫威漫畫翻案改編
- 1973
- 《阿緣之戀》1973
- 《餓男》1973-1977（原作：小池一夫）
- 《男組》1974-1979（原作：雁屋哲）
- 《殺愛》1974（原作：小池一夫）
- 《羅修人》1976
- 《男大空》1980-1982 （原作：雁屋哲）
- 《星雲兒》1983-1984
- 《傷追之人》1983-1986（原作：小池一夫；港譯《傷追人》）
- 《青拳狼》1984-1985
- 《暴民》1984
- 《野獸傳說》1985
- 《舞》1985-1986 （原作：工藤かずや）
- 《哭泣殺神》1987-1988（原作：小池一夫；港譯《淚眼煞星》）
- 《信長》1987-1990 （原作：工藤かずや）
- 《赤鳩》1988-1990（原作：小池一夫）
- 《帝王之子》1990-1991（原作：小池一夫）
- 《聖堂教父》1990-1995 （原作：史村翔）
- 《BOX黑街拳王》1991（原作：狩撫麻禮）
- 《王立院雲丸的生涯》1992（原作：廣井王子）
- 《今日子》1995-1996（原作：家田莊子）
- 《奧迪賽》1996（原作：史村翔）
- 《緊繃》1996-1998（原作：史村翔）
- 《喋血煞星》1997-1998
- 《近代日本文學名作選》1999
- 《HEAT灼熱》1999-2004（原作：武論尊）
- 《流月抄》2000-2003
- 《砂時計》2003
- 2004
- 《超‧三國志霸（日语：覇-LORD-）》2004-2011（原作：武論尊）
  - 《SOUL 霸 第2章》2010-2013（原作：武論尊）
- 《六文錢ロック》2013-（原作：武論尊）
- 連載年不詳（原作：滝沢解）
- 《一兆＄遊戲》2022-（原作：稻垣理一郎）

註：武論尊和史村翔兩者皆為同一人的筆名

## 助手
- 藤原芳秀
- 松久由宇
- 熊切教介

## 外部連結
- 池上遼一介紹 （页面存档备份，存于）（日語）
- 池上遼一作品集 （页面存档备份，存于）（法文）